# Gonzalo Díaz (Künstler)
Gonzalo Díaz (* 1947 in Santiago de Chile) ist ein chilenischer Konzept- und Installationskünstler.

## Leben und Werk
Gonzalo Díaz studierte von 1965 bis 1969 Kunst an der Universidad de Chile. Díaz lehrte 1969 an der Universidad de Chile, 1974 an der Universidad Católica und von 1977 bis 1986 dem Instituto de Arte Contemporáneo in Santiago. 1980 war er Teilnehmer des Programms University International in Florenz. Er kam dort in Kontakt mit Francisco Smythe. Er unterrichtete anschließend wieder an der Universidad de Chile und wurde 2003 mit dem National Prize of Art of Chile ausgezeichnet.

„Gonzalo Díaz beschäftigt sich mit dem ambivalenten Verhältnis von Kunst und Macht sowie den Auswirkungen politischer Aktionen auf die Gesellschaft. In seinen Werken setzt er die Sprache auf feinsinnige Weise ein und hinterfragt die Möglichkeit von Sinnstiftung in den bildenden Künsten. Díaz bedient sich in seinen installativen Arbeiten unterschiedlicher Techniken und Materialien.“

## Ausstellungen (Auswahl)
- 2007: documenta 12, Kassel
- 2017: Johann Jacobs Museum, Zürich[4]